# 仲里利信
仲里 利信（なかさと としのぶ、1937年3月16日 - ）は、日本の政治家、実業家。衆議院議員（1期）、沖縄県議会議長（第14代）、沖縄県議会議員（4期）を務めた。

## 来歴
沖縄県島尻郡南風原町生まれ。幼少期は沖縄戦を体験する。沖縄県立知念高等学校、琉球大学文理学部化学科卒業。卒業後は島ぞうり（ゴムぞうり）製造を主に手がける企業を設立し、同社代表を務める。
衆議院議員、参議院議員を務めた大城眞順の後援会事務局長を経て、1992年の沖縄県議会選挙に自由民主党公認で島尻郡選挙区から出馬し、初当選。自民党を離党して新進党に参加するが、1997年9月、新進党を離党し、自民党に復党した。4期16年にわたり県議を務め、2006年には沖縄県議会議長に選出された（～2008年）。2008年の沖縄県議会議員選挙には出馬せず、政界引退を表明。引退後の2012年、第46回衆議院議員総選挙では沖縄4区から出馬した自民党元職の西銘恒三郎の後援会長を務め、西銘は無所属の瑞慶覧長敏を破り、3年ぶりに国政に復帰した。
西銘の当選後も後援会長を務めていたが、西銘が衆院選で反対を訴えていた宜野湾市の普天間飛行場の、名護市辺野古への移設を容認する姿勢に転じたため、2013年11月に後援会長を辞任。あわせて自民党沖縄県連の顧問も辞任し、自民党を離党した。
2014年11月22日、記者会見を開き、第47回衆議院議員総選挙に沖縄4区から出馬する意向を表明。選挙戦では翁長雄志沖縄県知事（当時）の推薦、日本共産党、社会民主党、生活の党、沖縄社会大衆党、緑の党そして基地の県内移設に反対して自民党を除名された「新風会」の支援を受け、「オール沖縄」を標榜し、沖縄4区でかつて自身が後援会長を務めていた自民党前職の西銘恒三郎を破り、当選した（西銘も比例復活）。2017年の第48回衆議院議員総選挙でも再び沖縄4区から「オール沖縄」の体勢で立候補したが、西銘恒三郎に敗れ落選し、選挙後に政界引退を表明した。
引退後の2018年、翁長知事の逝去に伴い行われた沖縄県知事選挙にて同じくオール沖縄所属の国会議員である玉城デニーが出馬。仲里はその選対本部長に就任し当選に貢献した。

## 政策・主張
- 与那国島への陸上自衛隊基地建設に反対。2015年2月22日に実施された自衛隊誘致の是非を問う住民投票では、同月20日の基地建設反対派の総決起集会に激励のため訪れ、「軍隊は住民を守らない。いつ爆弾が落ちてくるか分からない場所に観光客はこない。自衛隊基地建設を許してはならない」と述べた[14]。
- 普天間飛行場の沖縄県内移設反対[15]。
- 環太平洋戦略的経済連携協定（TPP）交渉からの撤退[15][16]。
- 消費税増税反対[15][17]。
- 憲法9条の改正・集団的自衛権の行使容認に反対[18]。
- アベノミクスを評価しない[18]。
- 原発は日本に必要ない[18]。
- 首相は靖国神社に参拝すべきでない[18]。
- 村山談話、河野談話を見直すべきでない[18]。
- ヘイトスピーチを法律で規制することに賛成[18]。
- 選択的夫婦別姓制度の導入に反対[19][20]。
- 特定秘密保護法について、「今のところその効果は見えない。見えないところがかえって怖いところだと思う」と危険視する発言をしている[21]。